# Cessna 411
Le Cessna 411 est un avion civil américain datant des années 1960. Il connut une carrière limitée comme avion léger de transport militaire et de liaisons aériennes.

## Historique

### Développement
En 1959 les dirigeants de Cessna établirent un cahier des charges concernant un avion de transport léger et d'affaires destiné à remplacer le Cessna 310 sur les marchés américaines et ouest-européens. Une équipe d'ingénieurs aéronautiques et de designers fut montée en ce sens l'année suivante. L'avion reçut la désignation de Cessna 411.
Les instructions prévoyaient que l'avion puisse accueillir entre trois et cinq passagers en plus du pilote dans une cabine confortable. Deux réservoirs externes devaient être installés en extrémité de voilure, à l'image des autres bimoteurs du constructeur à cette époque.
Finalement le prototype fut assemblé au début de l'année 1962 permettant de lancer les essais statiques, notamment en soufflerie, avant que le Cessna 411 n'entame sa phase de tests de roulages. Le premier vol de l'avion intervint le 18 juillet 1962. La certification de la Federal Aviation Administration fut officialisée en novembre de la même année.

### En service opérationnel

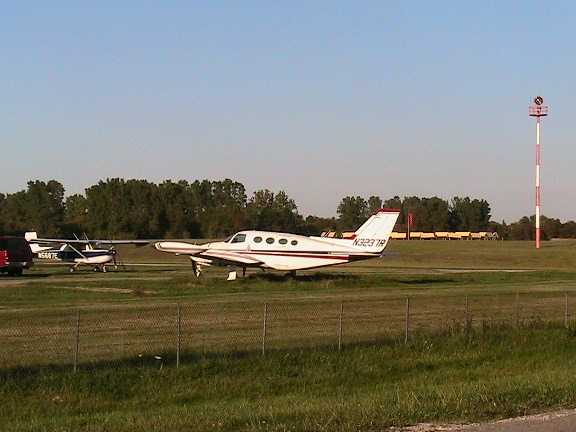
Cessna 411 civil immatriculé aux États-Unis.

Le Cessna 411 fut principalement un avion civil, néanmoins des exemplaires militaires ont volé en France et en Thaïlande.

#### Dans l'aviation civile
Le Cessna 411 a été vendu principalement dans les pays de la sphère d'influence américaine. Certains volent ou ont volé notamment sous immatriculation britannique, espagnole, ou encore japonaise, 

#### Dans l'aviation militaire

##### Au sein de l'Armée de l'Air
En France c'est l'Armée de l'Air qui mit en œuvre six exemplaires du Cessna 411, principalement outre-mer pour des missions de transport léger et de liaisons aériennes au sein du Groupe Aérien Mixte 82. Ils volaient en compagnie des Douglas DC-6 pour le compte de la Direction des Centres d'Expérimentation Nucléaires.
Par ailleurs le Groupe de liaisons aériennes ministérielles utilisa deux de ces avions pour des missions au profit des hautes personnalités de l'état au début des années 1970. Ils volaient aux côtés des biréacteurs Dassault Mystère 20 et Sud-Aviation SE 210 Caravelle, ainsi que des hélicoptères Sud-Aviation SA316 Alouette III.

##### Au sein de la Royal Thai Air Force
Entre 1982 et 1989 la Royal Thai Air Force a utilisé deux Cessna 411.

## Préservation

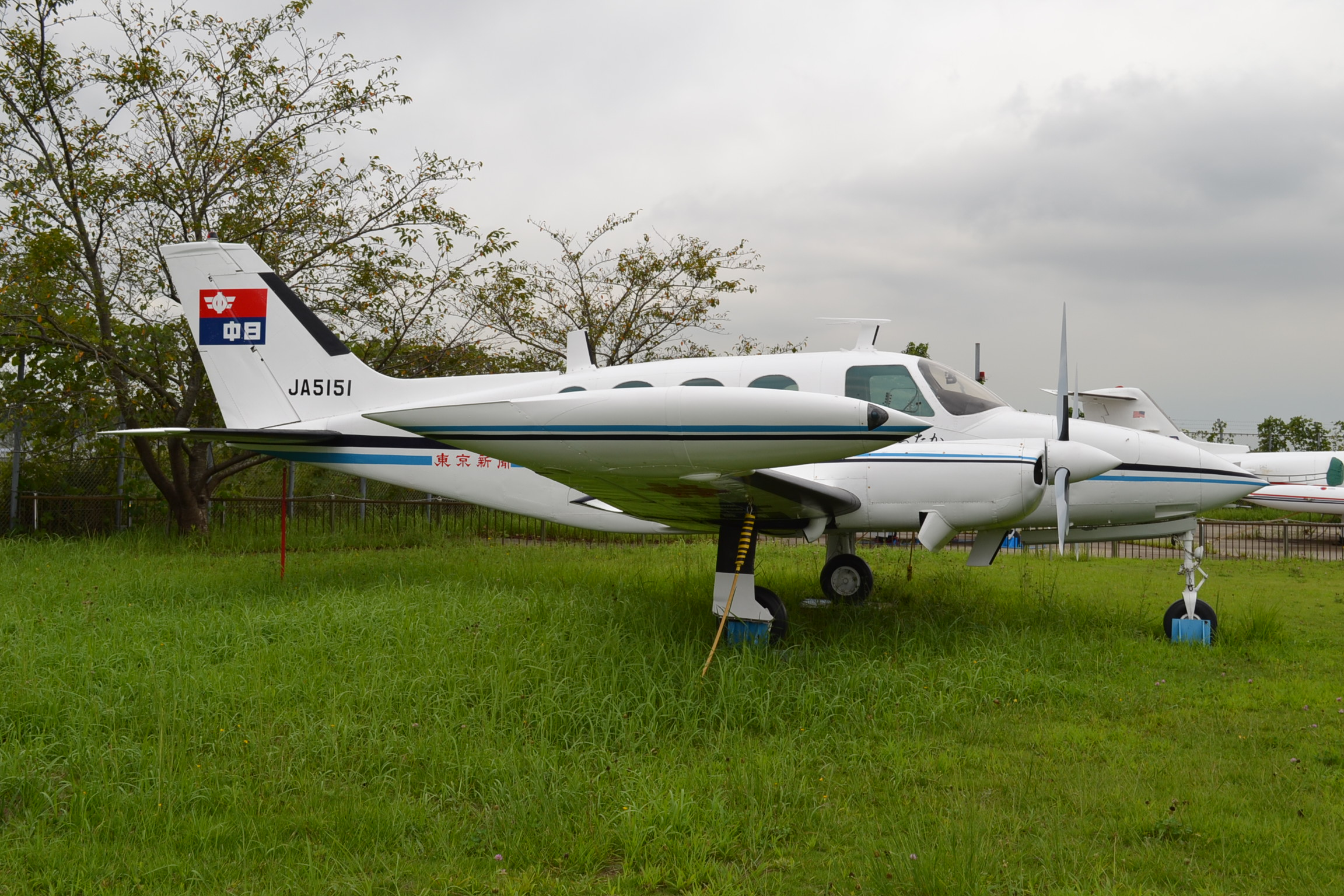
Cessna 411 JA5151 exposé au musée de Narita.

Le Cessna 411 immatriculé JA5151 est préservé par le musée aéronautique installé dans l'aéroport international de Narita au Japon.

## Aspects techniques

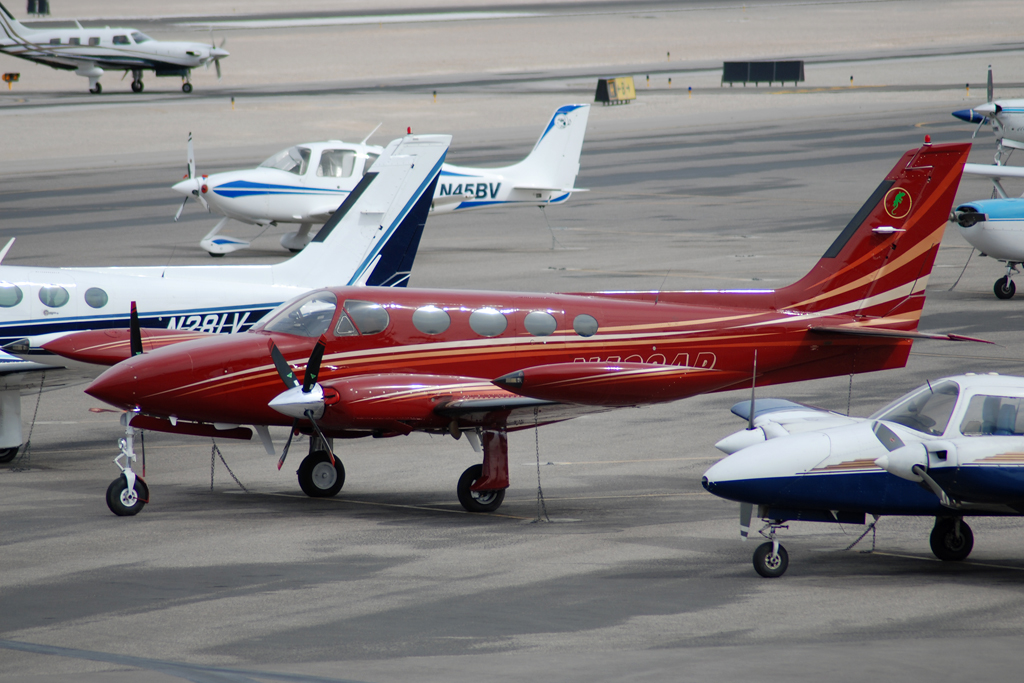
Stationnement d'un Cessna 411 sur un aérodrome.

### Description
Le Cessna 411 se présente comme monoplan à aile basse cantilever. Il est doté d'un train d'atterrissage tricycle escamotable. Sa construction est intégralement métallique. Ses deux moteurs en ligne turbocompressés à six cylindres à plat Continental GTSIO-520 entraînent chacun une hélice tripale elle-aussi en métal.

### Versions
- Cessna 411 : Désignation générique de la famille d'avions, construite à 252 exemplaires.
  - Cessna 411A : Désignation d'une version améliorée, doté d'un nez redessiné, construite à 50 exemplaires.
- Cessna 421 : Désignation d'une version améliorée et dérivée, dotée d'une pressurisation.

## Avions similaires
- Beechcraft Queen Air.
- Dassault MD 320 Hirondelle.
- Piper PA-23 Aztec.

## Sources & références

### Sources bibliographiques
- Michel Marmin (réd. en chef), Jean-Claude Bernar (dir.) et Marion Mabboux (resp. d'éd.), Encyclopédie "Toute l'aviation", Lausanne, Editions Atlas, 1993, 15 vol. (ISBN 978-2-7312-1326-3, 978-2-731-21344-7 et 978-2-731-21345-4, OCLC 715773689).
- Jacques Legrand, Chronique de l'aviation, Paris, Éditions Chronique, 1991 (ISBN 2-905969-51-2).
- (en) Stewart Wilson, Airliners of the world, Fyshwick, Australia, Aerospace Publications, 1999, 176 p. (ISBN 1-875671-44-7).
- Léo Marriot (trad. de l'anglais), 80 ans d'aviation civile, Boulogne, France, ETAI, 1997, 224 p. (ISBN 2-7268-8403-2).

### Sources web
- (en) Le Cessna 411 sur le site Aviastar.